# Национално знаме на Тувалу
Националното знаме на Тувалу е прието на 11 април 1997 година. Знамето е съставено от фон в светлосин цвят. В горния ляв ъгъл се намира националното знаме на Обединеното кралство, практика, която са използвали почти всички зависими територии в британската общност. В другата част на знамето се намират девет златни звезди, които представляват деветте Атола и островите на държавата, които са разположени също като островите, но в посока изток, а не запад.

## Знаме през годините
- (1976 – 1978)
- (1978 – 1995)
- (1995)
- (1996 – 1997)